# مجزرة الصفصاف
وقعت مجزرة الصفصاف في 29 أكتوبر 1948، عندما استولى الجيش الإسرائيلي على قرية الصفصاف العربية الفلسطينية في الجليل. وقد دافعت كتيبة اليرموك الثانية لجيش الإنقاذ العربي عن القرية.
وكانت الصفصاف أول قرية تسقط في عملية حيرام، وكان الهدف منها، وفقا لما ذكره الجيش الإسرائيلي، هو «تدمير العدو في جيب الجليل الأوسط، والسيطرة على كامل منطقة الجليل، وإنشاء خط دفاع على الحدود الشمالية للبلاد». وتعرضت القرية لهجوم من فصيلين من السيارات المصفحة وسرية دبابات من اللواء 7، ودامت معركة ضارية من المساء حتى الساعة السابعة من صباح اليوم التالي.
والدليل على وقوع مجزرة قتل فيها 52–64 قرويا، من جانب الجيش الإسرائيلي، يأتي من عدة مصادر حكومية إسرائيلية معاصرة ومن التاريخ الشفوي العربي. وتشير الأدلة إلى أن 52 رجلا قد قيدت أيديهم، وأنهم قتلوا رميا بالرصاص، وأنهم دفنوا في حفرة. وزُعم أن عدة نساء تعرضن للاغتصاب، بمن فيهن فتاة في الرابعة عشرة من العمر، وربما قتلهن. وقد شرع الجيش الإسرائيلي في إجراء تحقيقين داخليين على الأقل خلال الفترة من عام 1948 إلى عام 1949، غير أن تقاريرهما لا تزال مصنفة.

## الادعاءات المتعلقة بالمجزرة

### الروايات الإسرائيلية
وثمة مصدر رئيسي يتمثل في مذكرات يوسف نحماني، وهو أحد كبار الضباط في الهاغانا، الذي كان أيضا مديرا للصندوق القومي اليهودي في الجليل الشرقي من عام 1935 حتى عام 1965. وزار الصفصاف أو المنطقة المحيطة بها في 6 نوفمبر، برفقة وزير شؤون الأقليات الإسرائيلية بخور شالوم شيطريت. واستمع الرجال إلى إحاطة من إيمانويل فريدمان، ممثل وزارة شؤون الأقليات، الذي تكلم عن «الأعمال الوحشية التي ارتكبها جنودنا.» وقد أفرجت الحكومة الإسرائيلية عن مذكرات نحماني في أوائل الثمانينات من القرن الماضي. وقد نشرت قبل ذلك، ولكن مع حذف الفقرات المتعلقة بالمجزرة.

في 6 نوفمبر 1948، كتب نحماني: «في الصفصاف، بعد أن رفع السكان علم أبيض، قام [الجنود] بجمع وفصل الرجال والنساء، وقيدوا أيدي 50–60 من الفلاحين، وأطلقوا النار عليهم وقتلوهم ودفنوهم في حفرة. واغتصبوا أيضا عدة نساء...» وبعد ذكر الأعمال الوحشية المزعومة في قرى أخرى—عيلبون، والفراضية، وصلحة—يكتب نحماني ما يلي: «أين يأتون بهذا القدر من القسوة، مثل النازيين؟... فهل لا توجد وسيلة أكثر إنسانية لطرد السكان أكثر مما تفعله هذه الأساليب؟»
وأبلغ موشي إيرم عن المجزرة التي وقعت للجنة مبام السياسية ولكن كلماته حذفت من المحضر. ووفقاً للملاحظات بشأن الاجتماع التي دونها آهارون كوهن، فقد تحدث إيرم عن: «52 من رجال الصفصاف مقيدون بحبل. أسقطوا في بئر وأطلق النار عليهم. وتقدمت النساء بطلب الرأفة. فتاة عمرها 14 سنة تعرضت للاغتصاب. وقتل أربعة آخرون.»

### الروايات العربية
تحظى الروايات الإسرائيلية بتفاصيل واسعة بدعم من الشهود العرب الذين أبلغوا عن رواياتهم للمؤرخين. ووفقا لما ذكره نافذ نزال، الذي أجرى مقابلات مع ناجين في مخيم عين الحلوة في عام 1973، تحدث شهود عن أربع حالات اغتصاب وعن مقتل نحو 70 رجل. وقال القرويون إنه عندما بدأ الهجوم على القرية، كان أفراد الميليشيات مستعدين للدفاع عنها ولكنهم فوجئوا بهجوم ذي ثلاث محاور. وقال أحد أفراد الميليشيات في وقت لاحق: «إننا لم نتوقع منهم أن يقاتلوا على ثلاث جبهات. وعند ما لم ينضم أي من الجيوش العربية إلى القتال، تراجعنا، بالترافق مع متطوعين من جيش الإنقاذ العربي إلى لبنان. وقد تركنا وراءنا معظم القرويين، وكثير من القتلى أو الجرحى....»
وقالوا أولئك الذين بقوا إن الجنود الإسرائيليين دخلوا الصفصاف مع شروق الشمس، وأمروا القرويين بالاصطفاف في بقعة في الجزء الشمالي من القرية. وقال أحد القرويين إلى نزال: «بينما نحن مصطفين، أمر عدد قليل من الجنود اليهود بمرافقة أربع فتيات لهم لنقل الماء إلى الجنود. وبدلا من ذلك، أخذوهن إلى منازلنا الفارغة واغتصبوهن. وكان حوالي سبعين من رجالنا معصوبي العينين وقتلوا رميا بالرصاص، أحدهم بعد الآخر، أمامنا. وأخذ الجنود جثثهم وألقوا بها على الأسمنت التي تغطي نبع القرية وألقوا الرمال عليهم.» وفي أيام لاحقة، قامت القوات الإسرائيلية بزيارة القرية، بقولها للسكان أنهم ينبغي أن ينسوا ما حدث ويمكنهم البقاء في منازلهم. ولكنهم بدأوا في الرحيل تحت غطاء الليلة نحو لبنان، حوالي أربع في المرة، إلى أن كانت الصفصاف خالية.